# Teo (A Coruña)
Teo ist eine spanische Gemeinde in der Autonomen Gemeinschaft Galicien. Die Gemeinde hat 19.045 Einwohner (Stand: 2024) und liegt in der Nähe von Santiago de Compostela.

## Bevölkerungsentwicklung der Gemeinde
Quelle: INE-Archiv – grafische Aufarbeitung für Wikipedia

## Gemeindegliederung
Die Gemeinde Teo ist in 13 Parroquias gegliedert:
| Parroquias | Patrozinium           | Einwohner 2024 | Fläche km² | Dichte Einw./km² | Höhe msnm | Ortskennzahl |
| ---------- | --------------------- | -------------- | ---------- | ---------------- | --------- | ------------ |
| Bamonde    | Santa María           | 178            | 2,74       | 65               | 98        | 15082110000  |
| Cacheiras  | San Simón de Ons      | 5.955          | 12,24      | 487              | 203       | 15082010000  |
| Calo       | San Xoán              | 4.962          | 14,85      | 334              | 204       | 15082020000  |
| Lampai     | Santa María           | 318            | 5,45       | 58               | 312       | 15082030000  |
| Lucí       | Santa Mariña          | 1.027          | 3,32       | 309              | 117       | 15082040000  |
| Luou       | Santa María           | 1.003          | 8,94       | 112              | 196       | 15082050000  |
| Oza        | Santa Baia            | 935            | 5,73       | 163              | 114       | 15082060000  |
| Rarís      | San Miguel            | 595            | 7,11       | 84               | 132       | 15082070000  |
| Recesende  | San Xoán              | 444            | 3,79       | 117              | 162       | 15082080000  |
| Reis       | San Cristovo          | 804            | 8,62       | 93               | 86        | 15082090000  |
| Teo        | Santa María           | 324            | 4,76       | 68               | 80        | 15082100000  |
| Os Tilos   | San Francisco de Asís | 2.333          | 0,43       | 5.426            | 259       | 15082130000  |
| Vilariño   | San Tomé              | 156            | 1,31       | 119              | 72        | 15082120000  |

## Wirtschaft
| Ackerbau, Viehzucht und Fischerei                                                  | 090   | 01,08  |
| Industrie                                                                          | 0843  | 010,07 |
| Bauwirtschaft                                                                      | 0650  | 07,76  |
| Dienstleistungsbetriebe                                                            | 6.789 | 081,09 |
| Total                                                                              | 8.372 | 100,00 |
| * Daten aus dem Statistischen Amt für Wirtschaftliche Entwicklung in Galicien, IGE |       |        |

## Persönlichkeiten
- Ezequiel Mosquera (* 1975), Radrennfahrer